# نطش
النطش أو الصنجية أو القُلاقِل أو القُلقُل (باللاتينية: Crotalaria) جنس نباتي يتبع الفصيلة البقولية. يضم أكثر من سبعمئة نوع مقبول ومئة وأربعين نوعا لم يحسم أمرها بعد. تنتشر معظم أنواعه في إفريقية.

## من أنواعهالواطنةفيالوطن العربي
1. النطش الصحراوي (باللاتينية: Crotalaria saharae) في المغرب العربي
2. النطش صغير الأوراق (باللاتينية: Crotalaria microphylla) في مصر
3. نطش طيبة (باللاتينية: Crotalaria thebaica) في مصر
4. نطش فياليتي (باللاتينية: Crotalaria vialettei) في المغرب العربي
5. النطش المصري (باللاتينية: Crotalaria aegyptiaca) في بلاد الشام ومصر